# 茱麗葉·高登·羅
茱麗葉·高登·羅（英語：Juliette Gordon Low，1860年10月31日—1927年1月17日），美國女童軍創始者。童軍運動創始者羅伯特·貝登堡與羅有著旅遊的共同嗜好，並協助女童軍運動的發展。羅加入了女童軍運動，並於1911年在蘇格蘭建立女童軍團。1912年，羅返回美國，並於喬治亞州薩凡納建立第一個美國女童軍團。1915年，美國女童軍成立，羅成為該組織第一位童軍總監，直到過世為止皆活躍於女童軍運動當中。她的生日（10月31日）成為美國女童軍的「創始日」並舉行慶祝活動。她同時擁有兩項專利，分別為實用新型專利「與垃圾桶或類似器具合併使用的液體容器（Liquid Container for Use with Garbage Cans or the Like）」與針對三葉草圖騰女童軍布章的外觀設計專利D45234。

## 早年生活
1860年10月31日，茱麗葉·瑪吉爾·金芝·高登（Juliette Magill Kinzie Gordon）出生於喬治亞州薩凡納。她的名字來源於她的祖母茱麗葉·奧古斯塔·瑪吉爾·金芝，而她的叔叔為她取了一個當時很常見的小名黛西（Daisy）。她在家中6個小孩中排名老二，其父母為提爾森與高登公司（Tison & Gordon，隨後改名為W·W·高登公司〔〕）的棉花中間商威廉·華盛頓·高登二世與作家艾莉諾·「內莉」·萊托·金芝，其金芝家族對芝加哥的建成扮演重要角色。
在茱麗葉出生6個月後，她的父親加入了邦聯軍參與美國內戰。1864年，由於聯邦軍逐漸逼近薩凡納，她與母親與2個姊妹遷居到霹靂鎮。同年，聯邦軍在薩凡納獲得勝利，此時茱麗葉叔叔的朋友威廉·特庫姆賽·薛曼多次來造訪她們家。1865年3月，薛曼安排一次護送，將她們送往芝加哥。羅剛抵達芝加哥，就罹患了腦膜炎，幸好並沒有嚴重的併發症。幾個月過後，總統安德魯·詹森發佈大赦令，她的父親終於能與她們團聚並搬回薩凡納。
在高登羅小時候容易發生意外，也深受疾病所苦。1866年，她的母親在一封信中提到：「黛西一如往常，從床上掉下來撞到頭了......。」當年，她的兩根手指嚴重受傷，以至於她的父母認為有可能必須要截肢。她也曾受苦於頻繁的耳痛與瘧疾的反覆發作。

## 註腳
1. ↑  .   [2015-04-15]. （原始内容存档于2016-01-20）.
2. ↑  .   [2015-04-15]. （原始内容存档于2016-01-20）.
3. 1 2 3  Cordery 2012，第19頁.
4. ↑  Shultz & Lawrence 1988，第67頁.
5. ↑  Shultz & Lawrence 1988，第148頁.
6. ↑  Cordery 2012，第16頁.
7. ↑  Shultz & Lawrence 1988，第9頁.
8. ↑  Girl Scouts of the United States of America 2015.
9. ↑  Shultz & Lawrence 1988，第84頁.
10. ↑  Shultz & Lawrence 1988，第85-88頁.
11. ↑  Cordery 2012，第35頁.
12. 1 2  Cordery 2012，第41頁.
13. ↑  Shultz & Lawrence 1988，第112頁.
14. ↑  Cordery 2012，第60頁.

## 進階閱讀
- Corey, Shana. . New York: Scholastic. 2012. ISBN 978-0-545-34278-0.
- Wadsworth, Ginger. . New York: Clarion Books. 2012. ISBN 978-0-547-24394-8.
- "Juliette Gordon Low." （页面存档备份，存于） Last modified 2012. Accessed December 5, 2012.
- Kent, Deborah . Juliette Gordon Low: Founder of the Girl Scouts of America . North Mankato: Childs World, 2004.
- National Women's Hall of Fame Archive.today的存檔，存档日期2013-04-14